# 1/3の純情な感情
「1/3の純情な感情」（さんぶんのいちのじゅんじょうなかんじょう）は、SIAM SHADEの6枚目のシングル。1997年11月27日にSony Music Recordsから発売された。

## 解説
フジテレビ系アニメ『るろうに剣心 -明治剣客浪漫譚-』のエンディングテーマ。
この曲でテレビ朝日系音楽番組『ミュージックステーション』、『HEY!HEY!HEY! MUSIC CHAMP』に初出演。
2007年11月14日に、12cmCDとして再発された。
2010年10月27日に発売された同バンドのトリビュートアルバム『SIAM SHADE Tribute』にて、Acid Black Cherryがカバーしている。
また、2011年1月26日発売のトリビュートアルバム『CRUSH! -90's V-Rock best hit cover songs-』で新興宗教楽団NoGoDがカバー、2011年3月9日には、FLOWがカバーしシングルとして発売（後述）。
2019年3月1日には、ソニー・ミュージックエンタテインメントのアニメソング人気投票キャンペーン「平成アニソン大賞」においてユーザー投票賞（1989年 - 1999年）に選出された。
1997年から1998年にかけてチャートインした。初登場は7位で、リリースから2か月後の1998年1月に最高位である3位を記録し、最終的に80万枚を売り上げ、バンド最大のヒットとなった。
副島孔太が、打席に入る際の登場曲として使用したことがある。

## 収録曲
全作詞・作曲：SIAM SHADE、編曲：SIAM SHADE・明石昌夫
1. 1/3の純情な感情 [3:43]
原曲：DAITA／作詞：HIDEKI
100曲以上のお蔵入りデモテープから明石昌夫によって選出された曲であり、テンポを上げるなど明石の案によって大幅にアレンジされた。メンバー本人たちはアレンジに納得できず一度断っていた。
PVは長野県にある霧ヶ峰で撮影されている。
2. D.D.D. [3:30]
3. 1/3の純情な感情 （Original Karaoke）

## 収録アルバム
| 曲名            | アルバム                                                       | 発売日         | 備考                                                               |
| --------------- | -------------------------------------------------------------- | -------------- | ------------------------------------------------------------------ |
| 1/3の純情な感情 | 『SIAM SHADE IV・Zero』                                        | 1998年1月21日  | 3rdオリジナルアルバム                                              |
| 1/3の純情な感情 | 『SIAM SHADE IX A-side Collection』                            | 2002年3月6日   | ベストアルバム                                                     |
| 1/3の純情な感情 | 『SIAM SHADE X 〜THE PERFECT COLLECTION〜』                    | 2002年11月27日 | ボックス・セット                                                   |
| 1/3の純情な感情 | 『SIAM SHADE XI COMPLETE BEST 〜HEART OF ROCK〜』              | 2007年9月26日  | ファン投票によるベストアルバム                                     |
| 1/3の純情な感情 | 『SIAM SHADE XII 〜The Best Live Collection〜』                | 2010年10月27日 | ライブベストアルバム                                               |
| 1/3の純情な感情 | 『るろうに剣心 -明治剣客浪漫譚- ベスト・テーマ・コレクション』 | 1998年3月21日  | アニメ『るろうに剣心 -明治剣客浪漫譚-』 のコンピレーションアルバム |
| 1/3の純情な感情 | 『るろうに剣心 -明治剣客浪漫譚- プレミアム・コレクション』     | 1999年12月18日 | アニメ『るろうに剣心 -明治剣客浪漫譚-』 のコンピレーションアルバム |
| 1/3の純情な感情 | 『るろうに剣心 -明治剣客浪漫譚- COMPLETE CD・BOX』             | 2002年9月19日  | アニメ『るろうに剣心 -明治剣客浪漫譚-』 のコンピレーションアルバム |
| 1/3の純情な感情 | 『るろうに剣心 -明治剣客浪漫譚- Complete Collection』          | 2011年7月27日  | アニメ『るろうに剣心 -明治剣客浪漫譚-』 のコンピレーションアルバム |
| D.D.D.          | 『SIAM SHADE VIII B-side Collection』                          | 2002年1月30日  | ベストアルバム                                                     |
| D.D.D.          | 『SIAM SHADE X 〜THE PERFECT COLLECTION〜』                    | 2002年11月27日 | ボックス・セット                                                   |
| D.D.D.          | 『SIAM SHADE XI COMPLETE BEST 〜HEART OF ROCK〜』              | 2007年9月26日  | ファン投票によるベストアルバム                                     |

## カバー
1/3の純情な感情
- 1998年5月21日、児玉国弘（アルバム『こどものうた』に収録）
- 1998年8月5日、嘉門達夫（シングル「ザッツ・替え唄メドレー」に収録） ※メドレー
- 2007年、柿原徹也（アルバム『百歌声爛 -男性声優編-』に収録） ※メドレー
- 2008年、下川みくに（アルバム「Replay! ~下川みくに 青春アニソンカバーⅢ~」に収録）
- 2009年、新谷良子（アルバム『百歌声爛 -女性声優編- III』に収録） ※メドレー
- 2009年11月25日、Alice（アルバム『ANIME HOUSE PROJECT 〜戦国・幕末MIX〜』に収録）
- 2010年2月17日、MK feat.YOZU（アルバム『EXIT TRANCE PRESENTS R25 SPEED アニメトランス BEST 5』に収録）
- 2010年7月21日、下川みくに（アルバム『Replay! 〜下川みくに 青春アニソンカバーIII〜』に収録）
- 2010年10月20日、EIZO Japan（アルバム『Super anime song Legend of the 1990's』に収録）
- 2010年10月27日、ジェイニー・レイン（トリビュートアルバム『SIAM SHADE Tribute』に収録） ※Alt Ver.
- 2010年10月27日、Acid Black Cherry（トリビュートアルバム『SIAM SHADE Tribute』に収録）
- 2011年1月29日、東京未来少年（アルバム『ジャンピング・パンク』に収録）
- 2011年1月26日、新興宗教楽団NoGoD（トリビュートアルバム『CRUSH! -90's V-Rock best hit cover songs*-』に収録）
- 2011年3月9日、FLOW（後述）
- 2011年3月16日、BLiSTAR（2ndミニアルバム『BLiSTAR ROCKIN' COVERS ～Rock & Sexy～』に収録）
- 2011年8月10日、Buono!（ミニアルバム『partenza』に収録）
- 2011年11月24日、VENUS（アーケードゲーム『REFLEC BEAT limelight』に収録。一部の店舗では11月16日に稼動）
- 2012年4月18日、
INZARGI（アルバム『Visualist ～Precious Hits of V-Rock Cover Song～』に収録）
- 2012年5月23日、FEST VAINQUEUR（アルバム『Counteraction ―V-Rock covered Visual Anime songs Compilation―』に収録）
- 2012年8月26日、原由実・沼倉愛美（ラジオ大阪『THE IDOLM@STER STATION!!!』内でカバー。のちに2013年7月17日発売のアルバム『THE IDOLM@STER STATION!!! FAVORITE TALKS』に収録）
- 2012年10月10日、エリック・マーティン『Mr. Rock Vocalist』に収録。
- 2013年8月7日、Kylee（配信限定EP「CRAZY FOR YOU EP+」に収録。歌詞を英語に翻訳して歌っている）
- 2015年11月18日、Q'ulle（シングル「UNREAL/HOPE」に収録）
- 2016年4月6日、ANIMETAL THE SECOND『Blizzard of ANIMETAL THE SECOND』に収録[4]。
- 2019年7月14日、RAISE A SUILEN［レイヤ（Raychell）］（自身らの単独ライブでカバー。同日にアプリゲーム『バンドリ! ガールズバンドパーティ!』に実装）[5]
- 2019年10月1日、佐藤和夫（SaToMansion）いわて純情米CMソング[6]。
- 2020年11月28日、鬼龍院翔（通販限定アルバム『うたってきりりんぱ 2nd Season』に収録）
- 2020年12月25日、DJ CHARI & DJ TATSUKI「Innocence feat. Hideyoshi, Only U & (sic)boy」（配信アルバム『GOLDEN ROUTE』に収録。「1/3の純情な感情」をアレンジ。）[7]
- 2021年6月10日、Fantôme Iris（同日にアプリゲーム『ARGONAVIS from BanG Dream! AAside』に実装[8]、2021年11月17日発売『ARGONAVIS Cover Collection -Mix-』に収録。）

## FLOWのシングル

### 概要
- FLOWのメジャー21枚目、通算25枚目のシングルとして2011年3月9日にKi/oon Recordsから発売された。FLOWのカバーシングルはインディーズ時代に発売された「贈る言葉」以来であり、2011年3月31日までの期間限定生産。SIAM SHADEのメンバーであったDAITAがギターとしてゲスト参加している[9]。
- お笑いコンビペナルティのワッキー扮する"1/3マン"が本作の宣伝部長として就任し、発売前日の3月8日に渋谷のCDショップを中心に宣伝活動を行った[10]。
- FLOWのメジャーデビュー後のシングルでは、初の完全ノンタイアップである。
- 着うたサイトの“レコチョク”2011年のロック・フル年間チャートでは2位を獲得した[11]。
- キャッチコピーは、『DAITA参加！あの名曲をFLOWがカバー！』

### 収録曲
1. 1/3の純情な感情 [3:53]
作詞・作曲：SIAM SHADE、編曲：FLOW・DAITA
原曲にはない前奏が追加されている。
2. 1/3の純情な感情（Instrumental）

### 収録アルバム
| 曲名            | アルバム            | 発売日        | 備考              |
| --------------- | ------------------- | ------------- | ----------------- |
| 1/3の純情な感情 | 『FLOW ANIME BEST』 | 2011年4月13日 | 3rdベストアルバム |